# 마그달레나 노이너
마그달레나 "레나" 노이너(독일어: Magdalena "Lena" Neuner, 1987년 2월 9일 ~ )는 독일의 은퇴한 여자 바이애슬론 선수이다.
9세 때 바이애슬론을 시작해 2004년 ~ 2006년 세계 주니어선수권을 석권한 후 성인 무대에서도 세계적인 선수로 떠올랐다. 2007년, 2008년 세계 바이애슬론 선수권 대회에서 3관왕에 오르고, 2010년 동계 올림픽 집단출발과 추척에서도 금메달을 딴 데 이어, 2011년 세계 바이애슬론 선수권 대회에서도 다시 3관왕을 하였다. 그는 바이애슬론이 인기 스포츠인 독일에서 가장 유명한 여자 스포츠 선수 중 하나로 큰 인기를 모았고, 이 여세를 몰아 2018년 동계 올림픽의 뮌헨 유치를 위한 활동을 하여, 대한민국의 피겨 스케이팅 선수 김연아와 경쟁하기도 했다. 그 후 노이너는 2011년 ~ 2012년 시즌에도 뛰어난 성적을 보이며 주목받았으나, 이 시즌 후 돌연 은퇴를 하겠다고 선언하였다. 2012년 은퇴 당시까지 그는 바이애슬론 세계선수권에서 12차례 우승하고, 월드컵에서 47번 우승하여 여자 바이애슬론 선수 중 우승 기록이 가장 많다.